# SV The Young Rhythm
SV The Young Rhythm is een Surinaamse voetbalclub. De thuisbasis is het George Deul Stadion in Cottica in het district Sipaliwini. De derby in Cottica wordt gespeeld tegen SV Wanhatti.
Tijdens het seizoen 2003-04 in de SVB-hoofdklasse eindigde Owen van Cooten met 26 doelpunten als topscoorder.